# 마인 더비
마인 더비는 아인트라흐트 프랑크푸르트와 키커스 오펜바흐간의 경기를 이르는 말이다. 상대전적은 오펜바흐 기준으로 51승 31무 49패로, 오펜바흐가 근소하게 우위를 점하고 있다. 현재는 키커스 오펜바흐가 너무 몰락해버렸기 때문에 DFB-포칼이 아닌 이상 만날 수 없을 것 같다. 2009년 포칼 1라운드 이후로 두팀은 만나본 적이 없다. 